# Brett Young
Brett Charles Young (Anaheim, California, 23 de marzo de 1981) es un cantante y compositor de country pop estadounidense del condado de Orange, California. Él era un lanzador de béisbol de su colegio pero comenzó a escribir canciones después de una lesión. Su EP de debut titulado, producido por Dann Huff, fue lanzado por Republic Nashville el 12 de febrero de 2016. El sencillo principal, «Sleep Without You», fue lanzado el 11 de abril.

## Biografía
Brett nació en Anaheim, condado de Orange. Él asistió a Calvary Chapel High School en Costa Mesa, California, y entonces Ole Miss, Irvine Valley College, y Fresno State University. Comenzó a cantar a finales de los 90 cuando intervino para reemplazar a un líder ausente de la banda durante una reunión de culto cristiano en la escuela secundaria.
Brett fue un lanzador en su equipo de béisbol de la escuela secundaria y llevó a la escuadra a un campeonato CIF Tampa Bay Devil Rays y Minnesota Twins. En su única temporada en el equipo Rebel de béisbol en 2000, ganó una carta de equipo universitario y publicó dos victorias y dos salvamentos. Luego escribió por una temporada en Irvine Valley antes de trasladarse a Fresno. Sin embargo, su búsqueda de una carrera de béisbol profesional fue arruinada por una lesión en el codo cuando estaba en Fresno en 2003.

### Vida personal
En febrero de 2018, Young se comprometió con su novia Taylor Mills. La pareja se casó en Palm Desert, California el 3 de noviembre de 2018. El 6 de abril de 2019, anunciaron que estaban esperando un hijo para otoño de 2019. Su hija Presley nació el 21 de octubre de 2019. El 27 de enero de 2021 anunciaron que estaban esperando su segundo hijo. Su hija Rowan nació el 21 de julio de 2021.

## Discografía

### Álbumes de estudio
- Brett Young (2017)[17]

### Extended plays
- Brett Young EP (2016)

### Sencillos
- «Sleep Without You» (dormir sin ti) (2016)
- «In Case You Didn't Know» (en caso que no sabias) (2017)
- «Like I Loved You» (como te amaba) (2017)

### Videos musicales
| Año  | Vídeo                     | Director(es)      |
| ---- | ------------------------- | ----------------- |
| 2016 | «Sleep Without You»       | Shane Drake       |
| 2017 | «In Case You Didn't Know» | Jennifer Rothlein |
| 2017 | "Like I Loved You»        | Phillip Lopez     |

## Giras
Secundario
- Home Team Tour (2017) con Thomas Rhett
- You Look Good World Tour (2017) con Lady Antebellum